# Cantón de Cuisery
El cantón de Cuisery era una división administrativa francesa, que estaba situada en el departamento de Saona y Loira y la región de Borgoña.

## Composición
El cantón estaba formado por diez comunas:
- Cuisery
- Brienne
- Huilly-sur-Seille
- Jouvençon
- L'Abergement-de-Cuisery
- La Genête
- Loisy
- Ormes
- Rancy
- Simandre

## Supresión del cantón de Cuisery
En aplicación del Decreto nº 2014-182 de 18 de febrero de 2014, el cantón de Cuisery fue suprimido el 22 de marzo de 2015 y sus 10 comunas pasaron a formar parte del nuevo cantón de Cuiseaux.